# Etelweard
Etelweard (en anglès Ethelweard; en anglès antic: Ælfweard) (904 - 2 d'agost de 924) va ser el segon fill del rei de Wessex Eduard el Vell; el primer que va tenir amb la seva esposa Elfleda (Ælfweard).
L'única font contemporània que s'hi refereix, la Crònica anglosaxona, només diu que va morir poques setmanes després de la mort del seu pare el 17 de juliol de 924, i que els van enterrar junts a la Catedral de Winchester. Algunes fonts indicarien que hauria estat assassinat per ordres del seu mig germà gran Etelstan.
Alguns historiadors moderns conclouen que va ser escollit per succeir el seu pare per davant d'Etelstan, o pot ser que el regne havia estat dividit entre tots dos: Wessex per Etelweard i Mèrcia per Etelstan. Alternativament, hi ha qui creu que Etelward mai va ser rei i Etelstan hauria estat l'únic hereu d'Eduard.